# Рафиња (фудбалер, 1996)
Рафаел Дијас Белоли (порт. Raphael Dias Belloli; Порто Алегре, 14. децембар 1996), познатији као Рафиња (порт. Raphinha), бразилски је фудбалер који игра на позицији нападача. Тренутно наступа за Барселону и за репрезентацију Бразила.

## Трофеји
Спортинг Лисабон
- Куп Португалије: 2018/19.[4]
- Лига куп Португалије: 2018/19.[5]

Барселона
- Ла лига: 2022/23,[6] 2024/25.[7]
- Куп Шпаније: 2024/25.[8]
- Суперкуп Шпаније: 2023,[9] 2025.[10]

## Извори
1. ↑  „2020/21 Premier League squads confirmed”. Premier League. 20. 10. 2020.
2. ↑  „Raphinha”. Premier League. Приступљено 04. 05. 2025.
3. ↑  „Raphinha”. FC Barcelona.
4. ↑  Nogueira, Carlos (26. 5. 2019). „Leão rei dos penáltis leva para casa o segundo troféu da época”. Diário de Notícias (на језику: португалски). Lisbon.
5. ↑  „Penalties smile on Sporting again as Lions retain Taça da Liga crown”. PortuGOAL.net. 26. 1. 2019.
6. ↑  „FC Barcelona, Liga champions 2022/23!”. FC Barcelona. 14. 5. 2023.
7. ↑  „Hansi Flick’s Barça: League champions”. www.fcbarcelona.com (на језику: енглески). Приступљено 2025-05-15.
8. ↑  „Barcelona beats Real Madrid in extra time to win Copa del Rey”. MARCA (на језику: енглески). 26. 4. 2025.
9. ↑  Baynes, Ciaran (15. 1. 2023). „Real Madrid 1–3 Barcelona: Gavi stars as Barca dominate to win Spanish Super Cup”. Euro Sport.
10. ↑  „FC Barcelona win the Super Cup in a final for the history books (2-5)” (на језику: енглески). Real Federación Española de Fútbol. 13. 1. 2025.